# Пхакадзе Георгій Олександрович
Георгій Олександрович Пхакадзе (нар. 28 березня 1928 — пом. 8 червня 1995) — відомий український вчений-біохімік, доктор біологічних наук, професор, лауреат Міжнародної премії Президії АН СРСР та Президії Чехословацької АН, лауреат Державної премії УРСР у галузі науки і техніки.

## Життєпис
Георгій Олександрович Пхакадзе народився 28 березня 1941 року у місті Київ. У 1958 році закінчив середню школу №136 зі срібною медаллю та вступив до Київського медичного інституту імені О. О. Богомольця на лікувальний факультет, який закінчив у 1964 році. Після інституту Г. О. Пхакадзе навчався в аспірантурі в Інституті біохімії АН УРСР, де у 1967 р. під керівництвом чл.-кор. АН УРСР та АН СРСР Д. Л. Фердмана захистив дисертаційну роботу за темою «Вивчення біохімічних процесів у міофібрилах» на здобуття вченого ступеня кандидата біологічних наук. З 1968 до 1971 р. Г. О. Пхакадзе працював на посаді молодшого наукового співробітника у відділі біохімії м'язів Інституту біохімії АН УРСР. У 1971 році за конкурсом займає посаду старшого наукового співробітника Інституту хімії високомолекулярних сполук АН УРСР відділу кінетики та механізмів реакцій полімеризації (Завідувач відділу Ліпатова Т. Е.). З березня 1976 року Г. О. Пхакадзе працював на посаді старшого наукового співробітника, а з листопада 1983 р. — завідувача лабораторії (з 1985 відділу) біосумісності полімерів Інституту органічної хімії АН УРСР. З 1992 відділ перебуває в складі Інституту хімії високомолекулярних сполук НАН України перейменованого 1998 року у відділ полімерів медичного призначення (зараз відділ очолює д.б.н. Галатенко Н. А.). У 1982 р. Г. О. Пхакадзе захистив дисертаційну роботу за темою «Експериментальне обґрунтування застосування поліуретану в якості матеріалу для алопластики» на здобуття вченого ступеня доктора біологічних наук. У цьому ж році він став лауреатом Державної премії УРСР у галузі науки і техніки за цикл робіт «Теоретична розробка нових біодеструктуючих полімерів медичного призначення, їх експериментальна перевірка, створення технології виробництва та впровадження в клініку». Наукове звання старшого наукового співробітника йому присвоєно у 1973 р., а професора — у 1990 р.

## Науковий доробок
Георгій Олександрович згуртував науковий колектив, у якому об'єднав спеціалістів з хімії, біології і медицини, що сприяло розвитку нових і перспективних напрямів науки з розробки та застосування полімерів медичного призначення. Під його керівництвом проводилися роботи з розробки принципово нових полімерів, що деструктують у живому організмі, зокрема таких, що мають природні сполуки в основному ланцюзі. Істотний вклад Г. О. Пхакадзе в біохімію чужорідних сполук становило дослідження біохімічних процесів клітинних реакцій при контакті штучних імплантатів з тканинами організму та закономірностей їх перебігу при біодеструкції полімерів. За участі Г. О. Пхакадзе створені препарати з іммобілізованими ферментами, антибіотиками, цитостатиками, антиалкогольних препаратів, які проявляють стійку біологічну активність. Найуспішнішою розробкою стало вдосконалення клею КЛ-3 та обґрунтування його застосування у медичних цілях. КЛ-3 здатний з'єднувати тканини організму в умовах вологого середовища операційної рани та формувати високоеластичну дрібнопористу полімерну плівку. Ці властивості разом із відсутністю токсичного впливу, регульованою швидкістю полімеризації, а також поєднанням властивостей медичного клею та пломбуючої маси вигідно відрізняють КЛ-3 від відомих марок медичних клеїв. Сполуки на основі поліуретанів, що були створені під його науковим керівництвом, дозволяють ефективно лікувати бронхіальні та кишкові свищі, виразки шлунку та 12-палої кишки. Їх застосовують при оперативних втручаннях на печінці, нирках, жовчних протоках, селезінці, мозку, в щелепно-лицевій хірургії, для герметизації анастомозів при операціях на шлунково-кишковому тракті та судинах, при пластиці судин, пломбуванні протоків підшлункової залози за деструктивних форм панкреатиту та пухлин, у пластичній хірургії.
Науковий напрям, розроблений Г. О. Пхакадзе, відкрив широкий шлях для створення принципово нових ефективних методів лікування. Він мав багато сміливих творчих планів, у здійснення яких щиро вірив — адже мав для цього всі підстави. Він накреслив шляхи розробки штучних судин, мріяв про створення штучного серця. Георгій Олександрович був особою унікальних людських якостей — люблячим батьком, щирим другом, чуйним колегою, якому були притаманні безмежна доброта, розум та мудрість.

## Нагороди
Г. О. Пхакадзе — лауреат Міжнародної премії АН СРСР і Чехословацької АН, Державної премії УРСР в галузі науки і техніки. Нагороджений срібною і трьома бронзовими медалями ВДНГ СРСР, почесним знаком «Винахідник СРСР», медалями «За Доблесну працю» «В пам'ять 1500-річчя Києва» «До 40-річчя визволення Чехословаччини Радянською Армією», почесною грамотою Президії Академії наук Української РСР і ЦК профспілки працівників АН УРСР.
Він автор понад 130 наукових праць, зокрема 5 монографій і 21 авторського свідоцтва СРСР на винаходи.

## Вибрані наукові праці

### Монографії
1. Липатова Т.Е, Пхакадзе Г. А. Применение полимеров в хирургии. — Киев: Наук. думка, 1977. — 132 с.
2. Липатова Т. Е., Пхакадзе Г. А. Медицинские клеи. — Киев: Наук. Думка, 1979. — 44 с.
3. Липатова Т. Е., Пхакадзе Г. А. Полимеры в эндопротезировании. — Киев: Наук. думка, 1983.- 160 с.
4. Пхакадзе Г. А. Биодеструктируемые полимеры. — Киев: Наук. думка, 1990. — 160 с.
5. Харьков Л. В., Пхакадзе Г. А., Дудко Д. В., Гататенко Н. А., Юсубов Ю. А. Клеевые соединения в челюстно-лицевой хирургии. — Киев: Наук. думка, 1993. — 88 с.

### Патенти
1. Спосіб лікування крайових кісткових дефектів після резекції з приводу пухлин Номер патенту: 13395 Опубліковано: 28.02.1997 Буфіус Н. М., Пхакадзе Г. О., Коноваленко В. Ф., Савицька О. С., Толстопятов Б. А., Галатенко Н. А., Зінченко В. А., Барабой В. А., Волков І. Б.
2. Полиуретановый имплантат для пластики сосудистых аневризм АС СССР № 1050699 Липатова Т. Э., Алексеева Т. Т., Луговская Г. Г., Яценко В. П., Пхакадзе Г. А., Коломийцев А. К., Ситковский Н. Б., Липатов С. Ю., Даньшин Т. И.
3. Клей медицинский АС СССР № 884705 Липатова Т. Э., Пхакадзе Г. А., Веселовский Р. А.

### Статті
1. Lipatova, T. E., Pkhakadze, G. A., Snegirev, A. I., Vorona, V. V., & Shilov, V. V. (1984). Supermolecular organization of some polyurethanes containing sugar derivatives in the main chain. Journal of Biomedical Materials Research Part A, 18(2), 129—136.
2. Lipatova, T. E., Pkhakadze, G. A., Vasil'chenko, D. V., Vorona, V. V., & Shilov, V. V. (1983). Structural peculiarities of block copolyurethanes with peptide links as rigid block extenders. Biomaterials, 4(3), 201—204.
3. Pkhakadze, G., Grigorieva, M., Gladir, I., & Momot, V. (1996). Biodegradable polyurethanes. Journal of Materials Science: Materials in Medicine, 7(5), 265—267.
4. Пхакадзе, Г. А., Терещенко, Л. Т., Галатенко, Н. А., Коломийцев, А. К. (1993). Клеточный путь биодеструкции полиуретанов и его регуляция. Биосовместимость, 1, 33-41.
5. Галатенко, Н. А., Пхакадзе, Г. А., Савицкая, Е. С., Буфиус, Н. Н. (1989). Возможность усиления регенерации ткани путем повышения степени дифференцировки клеточных элементов в условиях тканевого дефекта. Biopolymers and Cell, 5(4), 84-90.